# Walter Alberto López
Walter Alberto López Gasco (ur. 15 października 1985 w Montevideo) – urugwajski piłkarz występujący na pozycji obrońcy lub pomocnika.

## Kariera klubowa
Swoją karierę piłkarską rozpoczynał w 2003 w zespole Racing Montevideo. Następnie grał w innym zespole z tego miasta, River Plate. Z tego klubu został w sezonie 2006/07 wypożyczony do hiszpańskiego drugoliwca Xerez CD. Na poziomie Segunda División rozegrał łącznie 11 spotkań. Pierwszą część sezonu 2007/08 spędził na kolejnym wypożyczeniu, tym razem do meksykańskiego Tecos UAG.
5 września 2008 podpisał kontrakt z angielskim West Ham United. W tym zespole zadebiutował 23 września 2008 w meczu Pucharu Ligi z Watford. W Premier League swój pierwszy występ zaliczył natomiast 1 marca 2009 w pojedynku z Manchesterem City. Po rozegraniu pięciu ligowych spotkań, w czerwcu 2009 roku Urugwajczyk został wyrzucony z klubu.
Wrócił do Urugwaju i został piłkarzem CA Cerro, w którym jednak nie rozegrał żadnego spotkania. Został za to dwukrotnie wypożyczony, latem 2009 do Brescii Calcio, natomiast latem 2010 do Universitatei Craiova. Od sezonu 2011/12 był piłkarzem CA Peñarol. W 2012 został wypożyczony do Cerro Porteño, w barwach którego zdobył mistrzostwo Primera división paraguaya w sezonie 2012 Apertura. Po tym sukcesie powrócił z wypożyczenia do CA Peñarol, z którym wygrał mistrzostwo Primera División Uruguaya w sezonie 2012/13.
Od 2013 reprezentował barwy włoskiego Lecce. Zespół opuścił w 2015 na rzecz Club Sol de América, jednak jeszcze w trakcie sezonu 2015/16 powrócił do Włoch, gdzie został piłkarzem Benevento Calcio. W kolejnych sezonach występował w drugo- i trzecioligowych włoskich klubach, takich jak Spezia Calcio (2017–18), Ternana Calcio (2018–19) oraz Salernitana (2019–21). Od 1 lutego 2021 do końca sezonu 2021/22 występował w Triestina Calcio.
| Sezon   | Klub                   | Kraj      | Rozgrywki                  | Mecze | Bramki |
| ------- | ---------------------- | --------- | -------------------------- | ----- | ------ |
| 2005    | River Plate Montevideo | Urugwaj   | Primera División Uruguaya  | 2     | 1      |
| 2005/06 | River Plate Montevideo | Urugwaj   | Primera División Uruguaya  | 31    | 3      |
| 2006/07 | River Plate Montevideo | Urugwaj   | Primera División Uruguaya  | 11    | 1      |
| 2006/07 | Xerez CD               | Hiszpania | Segunda División           | 11    | 0      |
| 2007/08 | Tecos UAG              | Meksyk    | Liga MX                    | 3     | 0      |
| 2007/08 | River Plate Montevideo | Urugwaj   | Primera División Uruguaya  | 2     | 0      |
| 2008/09 | West Ham United        | Anglia    | Premier League             | 5     | 0      |
| 2009/10 | Brescia Calcio         | Włochy    | Serie B                    | 30    | 1      |
| 2010/11 | Universitatea Krajowa  | Rumunia   | Liga I                     | 4     | 0      |
| 2011/12 | Peñarol                | Urugwaj   | Primera División Uruguaya  | 13    | 2      |
| 2012    | Cerro Porteño          | Paragwaj  | Primera división paraguaya | 28    | 4      |
| 2012/13 | Peñarol                | Urugwaj   | Primera División Uruguaya  | 3     | 0      |
| 2013/14 | Lecce                  | Włochy    | Serie C                    | 24    | 2      |
| 2014/15 | Lecce                  | Włochy    | Serie C                    | 31    | 0      |
| 2015    | Club Sol de América    | Paragwaj  | Primera división paraguaya | 20    | 1      |
| 2015/16 | Benevento Calcio       | Włochy    | Serie C                    | 15    | 0      |
| 2016/17 | Benevento Calcio       | Włochy    | Serie B                    | 30    | 1      |
| 2017/18 | Spezia Calcio          | Włochy    | Serie B                    | 38    | 2      |
| 2018/19 | Ternana Calcio         | Włochy    | Serie C                    | 20    | 2      |
| 2018/19 | Salernitana            | Włochy    | Serie B                    | 13    | 0      |
| 2019/20 | Salernitana            | Włochy    | Serie B                    | 24    | 0      |
| 2020/21 | Salernitana            | Włochy    | Serie B                    | 14    | 0      |
| 2020/21 | Triestina Calcio       | Włochy    | Serie C                    | 16    | 0      |
| 2021/22 | Triestina Calcio       | Włochy    | Serie C                    | 27    | 0      |
| 2022/23 | Triestina Calcio       | Włochy    | Serie C                    | 16    | 0      |

## Kariera reprezentacyjna
López zadebiutował w reprezentacji Urugwaju 21 maja 2006 w meczu przeciwko Irlandii Północnej, wygranym 3:0. Ostatni mecz w narodowych barwach miał miejsce 2 czerwca 2006, a przeciwnikiem była Tunezja. Spotkanie zakończyło się remisem 0:0.
Łącznie López wystąpił w barwach Los Charrúas w 3 spotkaniach.
| Mecze i gole w reprezentacji | Mecze i gole w reprezentacji | Mecze i gole w reprezentacji | Mecze i gole w reprezentacji | Mecze i gole w reprezentacji | Mecze i gole w reprezentacji | Mecze i gole w reprezentacji |
| #                            | Data                         | Miasto                       | Przeciwnik                   | Gol                          | Wynik                        | Rozgrywki                    |
| ---------------------------- | ---------------------------- | ---------------------------- | ---------------------------- | ---------------------------- | ---------------------------- | ---------------------------- |
| 1.                           | 21.05.2006                   | East Rutherford              | Irlandia Północna            |                              | 1:0                          | towarzyski                   |
| 2.                           | 27.05.2006                   | Belgrad                      | Serbia i Czarnogóra          |                              | 1:1                          | towarzyski                   |
| 3.                           | 02.06.2006                   | Gafsa                        | Tunezja                      |                              | 0:0                          | towarzyski                   |

## Sukcesy
Cerro Porteño
- Mistrzostwo Primera división paraguaya (1): 2012 Apertura

CA Peñarol
- Mistrzostwo Primera División Uruguaya (1): 2012/13